# Munro Leaf
Wilbur Monroe Leaf (aka Munro Leaf) (4. december 1905 – 21. december 1976), var en amerikansk børnebogsforfatter, som skrev og illustrerede næsten 40 bøger i løbet af hans 40-årige karriere. Hans mest kendte værk er Tyren Ferdinand (1936). Bogen, der blev skrevet på under en time, skabte stor opstandelse på den tid.
Leaf, der blev født i Hamilton, Maryland, fik en bachelorgrad fra University of Maryland i 1927 og en kandidatgrad i engelsk litteratur fra Harvard University i 1931. Han underviste i secondary school og arbejdede senere som redaktør for forlaget Frederick A. Stokes Company. Leaf udtalte på et tidspunkt "Early on in my writing career I realized that if one found some truths worth telling they should be told to the young in terms that were understandable to them."